# U 604
U 604 war ein von der Kriegsmarine im Zweiten Weltkrieg eingesetztes U-Boot vom Typ VII C. Bei seinen sechs Feindfahrten versenkte es sechs Handelsschiffe und Truppentransporter mit 39.891 BRT, wobei insgesamt 532 Menschen ums Leben kamen. Am 30. Juli 1943 wurde das U-Boot im Südatlantik von einer US-amerikanischen Lockheed Ventura beschädigt und am 11. August 1943 selbstversenkt. Die Besatzung wurde von zwei U-Booten gerettet, doch wurde U 185 versenkt, und nur U 172 konnte 22 Mann nach Lorient bringen. Von den 47 Besatzungsmitgliedern starben 16, und 9 gerieten in US-amerikanische Kriegsgefangenschaft.

## Bau und Ausstattung
U 604 hatte an der Oberfläche eine Wasserverdrängung von 769 t und unter Wasser 871 t. Sie war insgesamt 67,1 m lang, 6,2 m breit, 9,6 m hoch mit einem 50,5 m langen Druckkörper und hatte einen Tiefgang von 4,74 m. Das in der Hamburger Werft Blohm & Voss gebaute U-Boot wurde von zwei Viertakt-Dieselmotoren F46 mit je 6 Zylindern und Ladegebläse der Kieler Germaniawerft mit einer Leistung von 2060 bis 2350 kW, bei Unterwasserbetrieb mit zwei Elektromotoren GU 460/8–27 von AEG mit einer Leistung von 550 kW angetrieben. Es hatte zwei Antriebswellen mit zwei 1,23 m großen Schiffsschrauben. Das Boot war zum Tauchen bis in Tiefen von 230 m geeignet.
Das U-Boot erreichte an der Oberfläche Geschwindigkeiten von bis zu 17,7 Knoten und unter Wasser bis zu 7,6 Knoten. Aufgetaucht konnte das Schiff bei 10 Knoten bis zu 8500 Seemeilen weit fahren, untergetaucht bei 4 Knoten bis zu 80 Seemeilen. U 604 war mit fünf 533-mm-Torpedorohren – vier am Bug und eins am Heck – und vierzehn Torpedos, einer 8,8-cm-Kanone SK C/35 mit 220 Schuss Munition, einer 3,7-cm-Flak M42 18/36/37/43 und zwei 2-cm-FlaK C/30 ausgestattet.

## Mannschaft
Die Mannschaftsstärke des U-Boots betrug 44 bis 60 Mann. Bei seiner letzten Fahrt waren es 47 Mann.

## Einsätze
Nach seiner Indienststellung wurde U 604 unter dem Kommando des Kapitänleutnants Horst Höltring (1913–1943) ab 9. Januar 1942 zunächst in Hamburg, ab 14. Januar in Kiel und weiteren Ostseehäfen erprobt und diente bis zum 3. August 1942 bei der 5. U-Flottille in Kiel als Ausbildungsboot.
Am 4. August 1942 verließ U 604 den Kieler Hafen für seine erste Feindfahrt, hatte aber am 6. und 7. August 1942 noch einen Aufenthalt in Kristiansand, um dann als Teil der U-Boot-Gruppe „Vorwärts“ im Nordatlantik und vor Island zu operieren. Am 25. August 1942 versenkte es mit einem Torpedo das niederländische Handelsschiff Abbekerk mit 7906 BRT, von dessen Besatzung 2 Mann umkamen und 62 gerettet wurden. Am 8. September erreichte U 604 den Hafen von Brest (Finistère).
Am 14. Oktober 1942 lief U 604 aus dem Hafen von Brest aus, um nun als Teil der U-Boot-Gruppe „Streitaxt“ im Mittelatlantik zu operieren. Am 27. Oktober 1942 versenkte U 604 mit mehreren Torpedoschüssen den britischen Motortanker Anglo Maersk mit 7705 BRT, dessen 31 Seeleute gerettet und nach Hierro (Kanaren) gebracht wurden. Am 30. Oktober 1942 versenkte das U-Boot zwei Schiffe des Geleitzugs SL-125: den britischen Truppentransporter Président Doumer mit 11.898 BRT, wobei 260 von 345 Mann auf dem Schiff starben, und das britische Handelsschiff Baron Vernon mit 3642 BRT, dessen 49 Insassen – der Kapitän, 42 weitere Besatzungsmitglieder und 6 Artilleristen – alle gerettet und nach Madeira gebracht wurden. Am 5. November 1942 kehrte U 604 nach Brest zurück.
Am 26. November verließ U 604 Brest abermals und operierte im Nordatlantik südwestlich von Irland, diesmal als Teil der U-Boot-Gruppen „Draufgänger“ und „Ungestüm“. Am 2. Dezember versenkte das U-Boot mit einem Torpedo das US-amerikanische Turbinen-Passagierschiff Coamo mit 7057 BRT, auf dem sich 186 Menschen – 133 Besatzungsmitglieder, 37 Artilleristen und 16 weitere Soldaten – befanden, von denen keiner überlebte. Am 31. Dezember 1942 lief U 604 wieder in den Hafen von Brest ein.
Am 8. Februar 1943 lief U 604 erneut aus Brest aus und operierte als Teil der U-Boot-Gruppe „Knappen“ im Nordatlantik. Am 23. Februar 1943 versenkte es das britische Konvoi-Rettungsschiff Stockport mit 1683 BRT, dessen 64 Besatzungsmitglieder alle starben. Am 9. März 1942 erfolgte die Rückkehr in den Hafen von Brest.
Am 22. April 1943 trat U 604 von Brest aus seine fünfte Feindfahrt an, doch erkrankte der Kommandant Kapitänleutnant Horst Höltring. Der Einsatz wurde abgebrochen, und am 26. April 1943 kehrte das U-Boot nach Brest zurück.
Als Kommandant Höltring wieder genesen war, lief U 604 am 24. Juni 1943 wieder aus dem Hafen von Brest aus, um im Mittelatlantik südwestlich der Azoren und im Südatlantik zu operieren. Das U-Boot blieb diesmal erfolglos. Am 10. Juli 1943 wurde U 604 von U 487 mit Treibstoff und Proviant versorgt.

## Zerstörung und Selbstversenkung
Am 30. Juli 1943 wurde U 604 vor der brasilianischen Küste von einer Lockheed Ventura der US-Navy Squadron VB-129, geflogen von Thomas D. Davies, mit Bordwaffen und vier Wasserbomben angegriffen und dabei so stark beschädigt, dass es manövrierunfähig war. U 185 unter dem Kommando von August Maus und U 172 unter dem Kommando von Carl Emmermann waren zu diesem Zeitpunkt die letzten verbliebenen deutschen U-Boote in brasilianischen Gewässern, weshalb der Befehlshaber der U-Boote Karl Dönitz diese anwies, sich mit U 604 zu treffen, um die Besatzung und Vorräte an Brennstoff und Proviant aufzunehmen. Am 11. August 1943 kam es zum Zusammentreffen der drei U-Boote. Da U 172 einige Stunden verspätet eintraf, erhielt U 185 sämtliche Vorräte, doch übernahm U 172 22 Mann von der 47-zähligen Besatzung von U 604, das danach selbstversenkt wurde. Während des Rettungsmanövers griff ein US-amerikanischer Bomber Consolidated B-24 U 172 an, wodurch ein Besatzungsmitglied von U 172 getötet wurde. Während Emmermann nach dem Verlust seines Mannes U 172 abtauchen ließ, befahl Maus, mit der Artillerie von U 185 das Feuer zu eröffnen, wodurch der B-24 vernichtet wurde und seine ganze zehnköpfige Besatzung starb. Am 24. August 1943 wurde U 185 von einem Grumman F4F Wildcat-Jäger und einem Grumman TBF Avenger-Torpedobomber des Flugzeugträgers USS Core attackiert, wobei der Zweite Wachoffizier durch Bordwaffen der Wildcat getötet und das U-Boot durch Wasserbomben der Avenger schwer beschädigt wurde und Chlorgas austrat. Der Kommandant von U 604, Horst Höltring, erschoss zwei seiner Männer auf deren Bitte hin und dann sich selbst im Bugtorpedoraum von U 185. Der Kommandant von U 185, August Maus, gab angesichts der Schäden den Befehl zur Selbstversenkung, Anlegen der Tauchretter und „alle Mann von Bord“. Als ein großer Teil der Besatzung an Deck stand, griff das Avenger-Flugzeug erneut an und richtete so nach Worten von Maus „ein Blutbad“ an. Wenig später wurden 36 U-Boot-Fahrer vom Zerstörer Barker, der zur Sicherung der Core gehörte, an Bord geholt, doch erlagen innerhalb kurzer Zeit vier von diesen ihren Verwundungen. Unter den geretteten 32 U-Boot-Fahrern waren neun Besatzungsmitglieder von U 604. Diese wurden auf die USS Core überstellt und später als Kriegsgefangene in die USA gebracht. Infolge der beiden Versenkungen starben insgesamt 16 Besatzungsmitglieder von U 604, während 9 in US-amerikanische Kriegsgefangenschaft gerieten. U 172 traf dagegen am 7. September 1943 mit seiner Besatzung und den von U 604 geretteten 22 Mann in Lorient ein.

## Verbleib der nach Lorient geretteten Männer
Zwölf der Überlebenden von U 604, darunter der leitende Ingenieur Oberleutnant Helmut Jürgens, Obersteuermann Albert Finister, Bootsmaat Peter Binnefeld und Funkmaat Georg Seitz, bildeten den Grundstock der Besatzung des U-Boots U 873 unter dem Kommando des Kapitänleutnants Friedrich Steinhoff, das am 1. April 1944 in Bremen in Dienst gestellt wurde und sich am 17. Mai 1945 – nach der Kapitulation der Wehrmacht – gegenüber der US Navy ergab. Diese Männer erlebten noch nach dem Krieg eine Zeit der Gefangenschaft – so beispielsweise Peter Binnefeld in Cornwall (England).

## Rezeption
Der bewegten Geschichte des U-Boots und seiner Besatzung, die sich für einige mit U 873 fortsetzt, ist ein 192-seitiger Band von Christian Prag in englischer Sprache mit dem Titel No Ordinary War – The Eventful Career of U-604 gewidmet.
2017 brachte Gudrun Strüber geb. Wagenführ, die Tochter des bei der Versenkung 23-jährigen Zentrale-Maats von U 604, Maschinenmaat Friedrich (Fritz) Wagenführ, die Erinnerungen ihres Vaters heraus – erzählt in Gesprächen von Vater und Tochter, einschließlich der Briefwechsel mit seiner späteren Ehefrau (und Gudruns Mutter) Elsbeth Sommer und ergänzt durch weitere Dokumente und Berichte.